# 2342 Лебедєв
2342 Лебедєв (2342 Lebedev) — астероїд головного поясу, відкритий 22 жовтня 1968 року.
Тіссеранів параметр щодо Юпітера — 3,174.